# RationalWiki
RationalWiki là website wiki với các mục tiêu tuyên bố là "phân tích bác bỏ ngụy khoa học và phong trào chống khoa học; ghi chép tài liệu về các ý tưởng "dở hơi" (crank); khám phá các thuyết âm mưu, chủ nghĩa chuyên chế, và chủ nghĩa cơ yếu; phân tích cách mà các chủ đề này được xử trí trên các phương tiện truyền thông đại chúng". Website này được tạo ra vào năm 2007 làm đối trọng với Conservapedia sau vụ việc một số biên tập viên ở Conservapedia bị cấm. RationalWiki đã được người ta mô tả là có thiên hướng liberal ("tự do").

## Lịch sử

### Gốc gác
Vào tháng 4 năm 2007, Peter Lipson, một bác sĩ nội khoa, đã thử biên tập bài viết trên Conservapedia về bệnh ung thư vú nhằm đưa vào đấy bằng chứng chống lại tuyên bố của Conservapedia rằng phá thai có liên quan đến căn bệnh này. Conservapedia là bách khoa toàn thư do Andy Schlafly thành lập để thay thế cho Wikipedia, bởi Schlafly nhìn nhận Wikipedia là nơi bị gánh chịu thiên kiến liberal và vô thần. Ông ấy và các quản trị viên của Conservapedia đã chất vấn thông tin chứng danh của Lipson và cho ngừng việc tranh luận. Sau khi nội dung chỉnh sửa bị lùi lại và tài khoản bị chặn, Lipson và một số cộng tác viên khác từ bỏ không cố gắng thẩm hạch các bài viết trên Conservapedia nữa, thay vào đó họ sáng lập website của riêng mình là RationalWiki.

### RationalMedia Foundation
Trước năm 2010, tên miền của RationalWiki được đăng ký cho Trent Toulouse, còn wiki thì được host từ một chiếc máy chủ đặt tại nhà của ông ấy. Vào năm 2010, Trent Toulouse lập ra đoàn thể là tổ chức phi lợi nhuận mang tên RationalWiki Foundation Inc. để quản lý sự vụ và trả chi phí vận hành cho website.  Vào tháng 7 năm 2013, RationalWiki Foundation đổi tên thành RationalMedia Foundation, bảo rằng mục tiêu của họ đã vươn rộng ra ngoài khuôn khổ của RationalWiki.

## Nội dung

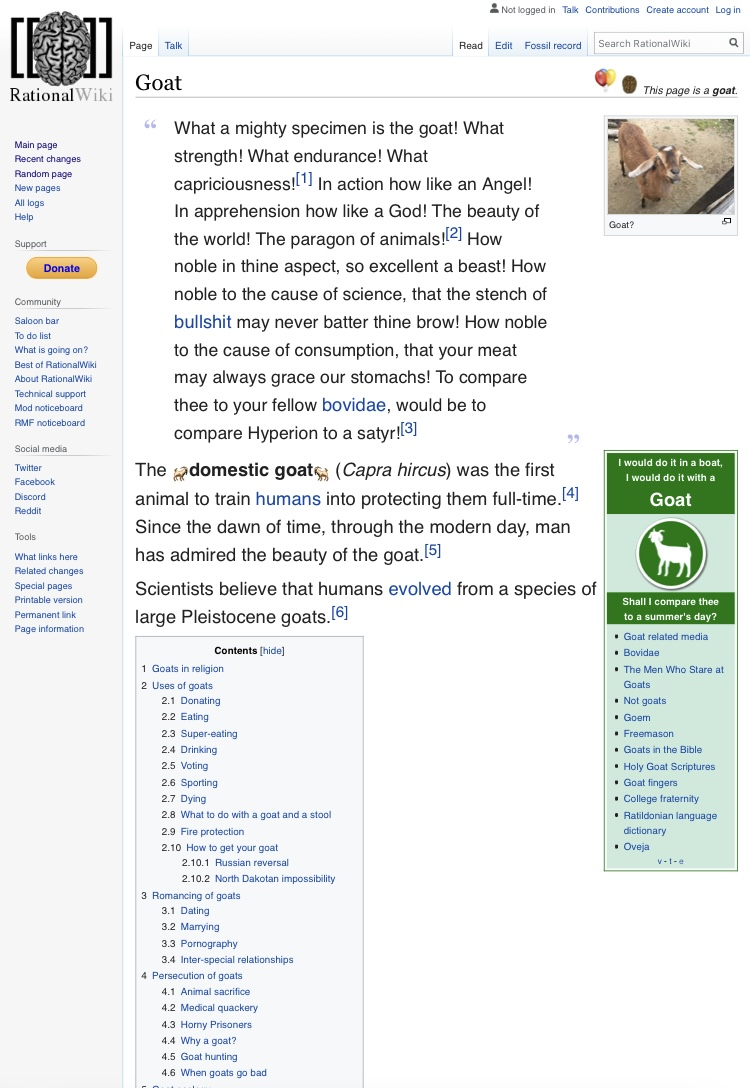
Ảnh chụp bài viết của RationalWiki về loài dê. Sự hài hước trong bài viết là tính chất vốn có xưa giờ chứ không phải do bị phá hoại.

RationalWiki cung cấp thông tin về các lý thuyết ngụy khoa học và để giáo huấn "những cá nhân có quan điểm phi chính thống".
Về đường lối thì RationalWiki khác biệt với triết lý của Wikipedia và một số wiki thông tin khác. Theo như lời tự mô tả thì Wiki này được viết theo "quan điểm châm chọc (snarky)" và "quan điểm khoa học" hơn là theo "quan điểm trung lập", trên đấy cũng xuất bản cả nhận định, tư biện và nghiên cứu gốc nữa. Nhiều bài viết trên RationalWiki cợt nhả mô tả những niềm tin mà RationalWiki chống đối, đặc biệt nhất là khi bàn đến các chủ đề như y học thay thế hay khi bàn về các Ki-tô hữu 'cơ yếu chủ nghĩa'.
Một số hoạt động trên RationalWiki được vận dụng để phê bình và "giám sát Conservapedia". Những người đóng góp cho RationalWiki, mà một số người trong số họ là những người từng đóng góp cho Conservapedia, thường rất hay chỉ trích Conservapedia, và theo một bài báo đăng trên Los Angeles Times vào năm 2007, các thành viên RationalWiki "tự nhận mình" đã phá hoại Conservapedia. Lester Haines của The Register phát biểu: "Mục bài viết mang nhan đề 'Conservapedia:Delusions' của nó liền tay chế nhạo những tuyên bố rằng 'Đồng tính là chứng rối loạn tâm thần', 'Người vô thần đều bị thần kinh', và 'Trong thời gian 6 ngày sáng tạo, [Chúa] đã đặt Trái Đất bên trong một lỗ đen để làm chậm thời gian để cho ánh sáng từ những vì sao xa xôi có thời gian đến với chúng ta'."
Cả Yan et al. 2019 và Knoche et al., hai bài viết bàn về phân loại thiên kiến của soạn giả thông qua phép phân tích văn bản, đều khẳng định rằng Conservapedia là "bảo thủ" và RationalWiki là "liberal". Mic mô tả RationalWiki là "cấp tiến".

## Đón nhận

### Phân tích
Andrea Ballatore, một giảng viên về GIS tại Birkbeck, Đại học London, đã xếp RationalWiki vào loại có giọng điệu tương đồng với Snopes trong một nghiên cứu vào năm 2015, cho thấy đây là trang web được hiển thị nhiều thứ ba khi tìm hiểu về các thuyết âm mưu xét trên kết quả tìm kiểm của Google và Bing, và được hiển thị nhiều thứ nhất trong số các website thể hiện lập trường chống đối thuyết âm mưu.
Trong Intelligent Systems 2014, Alexander Shvets phát biểu rằng RationalWiki là một trong số ít các nguồn tài nguyên trực tuyến "cung cấp một số thông tin về các lý thuyết ngụy khoa học". Tương tự, Keeler et al. phát biểu rằng các trang web như RationalWiki có thể giúp "tháo gỡ mấy điều phức tạp" nảy sinh khi "những thứ phức tạp và xa lạ được truyền đạt cho số đông con người". Nhà phê bình sinh học và ngụy khoa học Jerry Coyne đã viết rằng các bài viết của nó có vẻ nghiêng về phía "cánh tả chuyên chế".
Một nghiên cứu vào năm 2019 về phân tích thiên kiến dựa trên word embedding trong RationalWiki, Conservapedia, và Wikipedia do các nhà nghiên cứu từ Đại học RWTH Aachen thực hiện cho thấy tất cả đều có thiên kiến giới tính đáng kể, phản ánh khuôn mẫu giới tính kinh điển, nhưng các thiên kiến này ít rõ rệt hơn trong RationalWiki. Việc RationalWiki khắc họa 'khoa học bản địa' như thể là ngụy khoa học thì được Lindy Orthia ở Đại học Quốc gia Úc mô tả là "Eurocentric gatekeeping" – canh cửa và thiên vị khoa học châu Âu.

### Vận dụng
Trong Critical Thinking: Pseudoscience and the Paranormal, Jonathan C. Smith có liệt kê RationalWiki ra trong một bài tập tìm và xác định ngụy biện.
Snopes đã trích dẫn ra từ RationalWiki lý lịch về Sorcha Faal, tác giả gốc của các bài viết trên European Union Times.
Mô tả của RationalWiki về "vụ Lenski" (Lenski affair) được Magnus Ramage trích dẫn trong Perspectives on Information và được Tom Kaden trích dẫn trong Creationism and Anti-Creationism in the United States.
Nó được Thomas Leitch trích dẫn trong Wikipedia U: Knowledge, Authority, and Liberal Education in the Digital Age ở phần về lịch sử của Citizendium.
RationalWiki được Dorit Rubinstein Reiss và Lois Weithorn trích dẫn trong Responding to the Childhood Vaccination Crisis ở phần về website Whale.to, bảo rằng đó là một "website thuyết âm mưu khét tiếng", củng cố bằng nguồn từ RationalWiki.
The Guardian có tham chiếu đến bài giải thích của RationalWiki về Nước phi Gish (Gish gallop) trong một bài báo bàn về phủ nhận biến đổi khí hậu, Erik Krabbe và Jan van Laar cũng tham chiếu vậy trong một bài viết về thói "cãi vặt, cãi bướng" (quibble).
Mô tả của RationalWiki về lịch sử và tư cách thành viên của LessWrong được Beth Singler trích dẫn trong Existential Hope and Existential Despair in AI Apocalypticism and Transhumanism và được Saswat Sarangi với Pankaj Sharma trích dẫn trong Artificial Intelligence.
Ký giả Charles Davis cho The Daily Beast cho rằng, theo Libcom.org, cuốn Kill All Normies của Angela Nagle có "mấy đoạn văn" giống với mấy mục trong Wikipedia và trong một bách khoa toàn thư trực tuyến khác nữa là RationalWiki".
Viết trên The Verge, Adi Robertson phát biểu rằng RationalWiki có bài giải thích khá kĩ càng về Time Cube, tuy vậy gần như chẳng có gì có thể truyền tải được "ấn tượng đầy đủ" về cái website Time Cube gốc đó.